# Hibberdiaceae
Famille
Les Hibberdiaceae sont une famille d'algues de l'embranchement des Ochrophyta de la classe des Chrysophyceae et de l'ordre des Hibberdiales, .

## Étymologie
Le nom vient du genre type Hibberdia, qui pourrait être l'éponyme de David John Hibberd (d), botaniste phycologue et protistologiste.

## Systématique
Quand en 1989 Robert Arthur Andersen (d) décrit l'espèce type Hibberdia magna, il y observa « Trois racines flagellaires microtubulaires (R1, R2 et R4) et un rhizoplaste (racine striée), mais aucune racine R3 ». Il observa que les corps basaux (en) ressemblaient à ceux d'autres groupes d'eucaryotes tels les Xanthophycées (algues jaunes) et les Oomycètes mais seul Hibberdia était dépourvu de racine R3. Outre l'appareil flagellaire de H. magna, le processus de division cellulaire et le mode de collecte de la lumières via l'anthéraxanthine étaient suffisamment différents des autres algues pour qu'Anderson procède à la création : du nouveau genre, Hibberdia, de la nouvelle famille des Hibberdiaceae et du nouvel ordre des Hibberdiales.

## Liste des genres
Selon AlgaeBase (24 janvier 2022) :
- Chromophyton Woronin
- Hibberdia R.A.Andersen, 1989